# Skutoid

En skutoid jämfört med ett prisma, frustum och prismatoid

Två 5-6 skutoider, vända och fästa vid varandra

En skutoid (från latin scutum, "sköld") är en speciell typ av geometrisk kropp mellan två parallella ytor. Gränsen för var och en av ytorna (och för alla andra parallella ytor mellan dem) är antingen en polygon eller liknar en polygon, men är inte nödvändigtvis plan, och hörnen på de två ändpolygonerna är förenade med antingen en kurva eller en Y-formad anslutning på åtminstone en av kanterna, men inte nödvändigtvis alla kanterna. skutoider uppvisar minst en vertex mellan dessa två plan. skutoider är inte nödvändigtvis konvexa och sidoytor är inte nödvändigtvis plana, så flera skutoider kan packas ihop för att fylla hela utrymmet mellan de två parallella ytorna. De kan mer allmänt beskrivas som en blandning mellan en frustum och en prismatoid.

## Namngivning
Objektet beskrevs först av Gómez-Gálvez et al. i en artikel med titeln Scutoids are a geometrical solution to tredimensional packing of epithelia, och publicerad i juli 2018. Officiellt myntades namnet scutoid på grund av dess likhet med formen av scutum och scutellum hos vissa insekter, såsom skalbaggar i underfamiljen Cetoniinae. Inofficiellt har Clara Grima uppgett att under arbetet med projektet kallades formen tillfälligt en Escu-toid som ett skämt efter biologigruppledaren Luis M. Escudero. Eftersom hans efternamn, "Escudero", betyder "godsägare" (från latin scutarius = sköldbärare), ändrades det tillfälliga namnet något för att bli "skutoid".

## Utseende i naturen
Epitelceller antar "skutoidal form" under vissa omständigheter. I epitel kan celler 3D-packas som skutoider, vilket underlättar vävnadskrökning. Detta är grundläggande för utformningen av organen under utvecklingen.
"Denna form, hur märklig den än är, är en byggsten i flercelliga organismer; komplext liv kanske aldrig hade uppstått på jorden utan den."
"En skutoid är en prismatoid som har lagts till en extra mellannivå vertex. Denna extra vertex tvingar några av "ytorna" på det resulterande objektet att kröka sig. Detta betyder att skutoids inte är polyedrar, eftersom inte alla deras ansikten är plana. ... För de beräkningsbiologer som skapade/upptäckte skutoiden är den viktigaste egenskapen hos formen att den kan kombineras med sig själv och andra geometriska objekt, som avstympade partier, för att skapa tredimensionella packningar av epitelceller." - Laura Taalman
Celler i det utvecklande lungepitelet har visat sig ha mer komplexa former än vad termen "skutoid", inspirerad av skalbaggars enkla skal, antyder. När "skutoids" uppvisar flera Y-formade kopplingar eller hörn längs sin axel, har de därför kallats "punakoider" istället, eftersom deras form påminner mer om Pancake Rocks i Punakaiki, Nya Zeeland.

## Potentiella användningsområden
skutoiden förklarar hur epitelceller (cellerna som kantar och skyddar organ som huden) effektivt packas i tre dimensioner. När epitelvävnaden böjs eller växer måste cellerna anta nya former för att packas ihop med minsta möjliga energimängd, och fram till skutoidens upptäckt antog man att epitelceller packades i mestadels frustum, såväl som andra prismaliknande former. Nu, med kunskapen om hur epitelceller packas, öppnar det många nya möjligheter när det gäller artificiella organ. skutoiden kan användas för att göra bättre konstgjorda organ, vilket möjliggör saker som effektiva organersättningar, att känna igen om en persons celler packas korrekt eller inte, och sätt att åtgärda det problemet. Parker 2018.